# Alive in the Night
Albums de Powerwolf
Blood of the Saints
(2011) Preachers of the Night
(2013)
Alive in the Night est le premier album live du groupe allemand de power metal Powerwolf, publié en avril 2012 sur l'édition allemande de Metal Hammer.

## Liste des chansons
Toute la musique est composée par Powerwolf.
| No  | Titre                       | Durée |
| --- | --------------------------- | ----- |
| 1.  | Lupus Daemonis (Intro)      | 1:20  |
| 2.  | Sanctified with Dynamite    | 4:53  |
| 3.  | Prayer in the Dark          | 4:37  |
| 4.  | Raise Your Fist, Evangelist | 4:35  |
| 5.  | We Drink Your Blood         | 4:32  |
| 6.  | Werewolves of Armenia       | 4:13  |
| 7.  | Dead Boys Don't Cry         | 4:03  |
| 8.  | Resurrection by Erection    | 5:25  |
| 9.  | Saturday Satan              | 5:55  |
| 10. | Lupus Dei                   | 6:59  |